# Alturas (California)
Alturas (in passato conosciuta con i nomi di Dorris Bridge, Dorris 'Bridge e Dorrisville)  è una città e capoluogo della contea di Modoc, in California. La popolazione era di 2 827 abitanti al censimento del 2010.
Alturas si trova sul fiume Pit, a est del centro della contea di Modoc, ad un'altitudine di 1332 metri sul livello del mare. Come capoluogo della contea, la città è sede di uffici governativi regionali, tra cui un ufficio della California Highway Patrol e un ufficio statale del dipartimento di veicoli a motore.

## Geografia fisica
Secondo l'Ufficio del censimento degli Stati Uniti, ha una superficie totale di 2,44 mi² (6,32 km²).

## Società

### Evoluzione demografica
Secondo il censimento del 2010, la popolazione era di 2 827 abitanti.

### Etnie e minoranze straniere
Secondo il censimento del 2010, la composizione etnica della città era formata dall'86,0% di bianchi, lo 0,5% di afroamericani, il 2,9% di nativi americani, l'1,6% di asiatici, lo 0,2% di oceanici, il 4,2% di altre razze, e il 4,6% di due o più razze. Ispanici o latinos di qualunque razza erano il 12,3% della popolazione.